# 井上内親王
井上内親王（いのえないしんのう/いがみないしんのう、養老元年（717年） - 宝亀6年4月27日（775年5月30日））は、第45代聖武天皇の第1皇女。母は夫人県犬養広刀自。伊勢斎王、のち第49代光仁天皇の皇后。別名井上廃后、吉野皇后。

## 経歴
養老5年（721年）9月11日に5歳で伊勢神宮の斎王に卜定され、6年後の神亀4年（727年）、伊勢に下向する。天平16年（744年）1月13日、弟の安積親王の薨去により斎王の任を解かれ、退下したとされる。
帰京後、白壁王（後の光仁天皇）の妃になる。天平19年（747年）、無品から二品に叙される。天平勝宝6年（754年）、37歳という当時としては高齢出産で酒人内親王を産む。天平宝字5年（761年）、45歳で他戸親王を産む。他戸親王の出産に関しては、前近代の女性としてはあまりにも高齢での出産のため、『水鏡』で他戸親王の年齢を記載した「宝亀三（772年）十二（歳）になる」を「二十二（歳）」の間違いとして、天平勝宝3年（751年）に35歳で出産したとする説がある。しかし酒人内親王を37歳の時の子であると考えた場合、45歳という当時としては極めてまれな高齢出産があった可能性も排除できない。また『水鏡』の記述が事実だとすれば、孝謙上皇/称徳天皇が淳仁天皇を排除し（藤原仲麻呂の乱）、僧侶ゆえに子孫への継承が不可能な道鏡を皇位に就けようとした（宇佐八幡宮神託事件）のも、他戸親王の誕生を受けて孝謙上皇/称徳天皇が彼を皇位継承者とする方針に切り替えた影響と説明が可能になるという見解もある。
光仁天皇が宝亀元年（770年）10月1日に即位すると、それに伴い同年11月6日に立后され、また翌2年（771年）1月23日には他戸親王が立太子された。
宝亀3年（772年）3月2日、光仁天皇を呪詛したとして皇后を廃され、同年5月27日には他戸親王も皇太子を廃された。翌4年（773年）1月2日には、山部親王（後の桓武天皇）が立太子された。
宝亀4年（773年）10月19日、同年10月14日に薨去した難波内親王（光仁天皇の同母姉）を呪詛し殺害したという嫌疑が掛かり、他戸親王と共に庶人に落とされ大和国宇智郡（現在の奈良県五條市）の没官の邸に幽閉された。同6年（775年）4月27日、幽閉先で他戸親王と同日に薨去した。この不自然な死には、暗殺説や自殺説も根強い。

## 呪詛
井上内親王の廃后と他戸親王の廃太子が起きた後の宝亀3年（772年）11月13日、にわかに井上内親王の娘の酒人内親王が19歳で伊勢の斎王に卜定されており、この事件と酒人内親王の斎王卜定は連動していた可能性がある。また、井上内親王の立后と他戸親王の立太子に尽力したと言われている左大臣藤原永手が宝亀2年（771年）2月21日に他界し、藤原氏内部で藤原北家から藤原式家への政権移動があったことも注目すべき事柄である。
井上内親王の光仁天皇呪詛事件は、山部親王の立太子をもくろむ藤原良継や藤原百川ら藤原式家一派の陰謀とする解釈がある。

## 異伝
後世の史書・史談などには『続日本紀』と異なる内容を伝える記事や、信憑性に欠ける扇情的な記述も散見される。
- 『水鏡』 - 光仁天皇が皇后と賭け事で「自分が勝ったら后に絶世の美女を紹介してもらおう。自分が負けたら后に若く逞しい男性を与えよう。」と言い、結果皇后の勝ちであったために山部親王を差し出したところ、皇后が若い親王に夢中になってしまった。
- 『一代要記』 - 他戸親王は井上内親王の実の子ではなく、内親王の生母と同じ県犬養氏出身の女嬬県犬養宿禰勇耳と白壁王との間に産まれた皇子で、井上内親王が引き取り我が子として育てた。『一代要記』の所伝を採れば、 他戸親王は『続日本紀』や『新撰姓氏録』左京皇別上に見える光仁天皇の皇子で、臣籍降下した広根諸勝と同母の兄弟ということになる。

## 鎮魂
宝亀7年（776年）から天災地変がしきりに起こり、廃后・廃太子の怨霊と恐れられ、また廃后は竜になったという噂が立った。同8年（777年）、光仁天皇は遺骨を改葬させ、墓を御墓と追称。さらに延暦19年（800年）、崇道天皇（早良親王）の名誉回復にあわせ、井上内親王を皇后と追号し、御墓を山陵と追称する。陵墓は奈良県五條市御山町の宇智陵に比定されている。のちに慰霊のために霊安寺（廃寺）が建立され、更には霊安寺の隣に内親王を祀る御霊神社も創祀された。また、京都の上御霊神社、奈良市や五條市の御霊神社など、御霊信仰系の神社の祭神となっている例がある。
五條市の御霊神社において主祭神として祀られている平安時代後期に作られた一木造りの女神像は井上内親王の御霊を表しており、「木造御霊大神坐像」として奈良県文化財に指定されている。

## 系譜
- 父：聖武天皇
- 母：県犬養広刀自
  - 兄弟：孝謙天皇、不破内親王（同母妹）、基王、安積親王（同母弟）
- 夫：光仁天皇
  - 皇女：酒人内親王
  - 皇子：他戸親王